# 須田健治
須田 健治（すだ けんじ、1946年（昭和21年）5月17日 - ）は、日本の政治家。元埼玉県新座市長（6期）。元新座市議会議員（3期）。

## 来歴
埼玉県新座市出身。立教高等学校、立教大学経済学部経済学科卒業。三越日本橋本店勤務後、1984年2月、新座市議会議員に出馬し初当選。
1992年7月26日、新座市長就任。2016年、市議の並木傑を後継者指名し、6期目で勇退。
2018年秋の叙勲で旭日中綬章を受章。